# John Mensah
John Mensah (Obuasi, 29. listopada 1982.) ganski je umirovljeni nogometaš i bivši reprezentativac Gane. 

## Vanjske poveznice
- Profil na Transfermarktu
- Profil na Soccerwayu